# Neopragmatismo
Neopragmatismo, algumas vezes chamado de pragmatismo linguístico, é um termo filosófico recente (existente desde a década de 1960) utilizado para denominar a filosofia que reintroduziu muitos dos conceitos do pragmatismo. O termo já esteve associado com vários pensadores, entre eles Richard Rorty, Hilary Putnam e W.V.O. Quine, apesar de nenhum destes autodenominar-se "neopragmatista".